# Star Wars: Knights of the Old Republic-serien
Star Wars: Knights of the Old Republic är en serie actionrollspel baserade på Star Wars, och utvecklade av Bioware, som utvecklade första spelet i serien, medan Obsidian Entertainment utvecklade andra delen. Spelen har utgivits sedan 2003 och framåt. Spelen utspelar sig lång tid före Rymdimperiets framfart i de tre filmerna i den andra trilogin, och konflikten mellan Jediriddarna och Sithlorden.

## Spel
| Titel                                                     | Släppår |
| --------------------------------------------------------- | ------- |
| Star Wars: Knights of the Old Republic                    | 2003    |
| Star Wars: Knights of the Old Republic II: The Sith Lords | 2004    |
| Star Wars: The Old Republic                               | 2011    |

### Fotnoter
1. ↑  ”Star Wars Knights of the Old Republic II: The Sith Lords Developer Interview 2” (på engelska). Gamefaqs. 8 maj 2004. http://www.gamespot.com/videos/star-wars-knights-of-the-old-republic-ii-the-sith-/2300-6096604/. Läst 14 maj 2015.
2. ↑  ”Star Wars: Knights of the Old Republic series” (på engelska). Mobygames. http://www.mobygames.com/game-group/star-wars-knights-of-the-old-republic-series. Läst 14 maj 2015.